# Niclas Fiedler
Niclas Fiedler (* 7. März 1998 in Gera) ist ein deutscher Fußballspieler. Der Verteidiger steht beim FC Carl Zeiss Jena unter Vertrag.

## Karriere
Nach seinen Anfängen in der Jugend der Eurotrink Kickers, des FV Bad Klosterlausnitz und des FC Carl Zeiss Jena wechselte er im Sommer 2015 in die Jugendabteilung des FC Schalke 04. Nachdem er in der 2. Mannschaft zu keinen Einsätzen gekommen war, wechselte er in der Winterpause 2018 zurück nach Thüringen in die 2. Mannschaft des FC Carl Zeiss Jena. Bereits im Sommer 2018 erfolgte sein nächster Wechsel zum Halleschen FC. Dort kam er auch zu seinem ersten Einsatz im Profibereich in der 3. Liga, als er am 28. Juli 2018, dem 1. Spieltag bei der 0:2-Auswärtsniederlage gegen den FSV Zwickau in der 77. Spielminute für Bentley Baxter Bahn eingewechselt wurde. 
Nach der Drittligasaison 2018/19, die Halle mit Fiedler als Vierter abschloss, wurde der Vertrag des Verteidigers aufgelöst und er kehrte zur Oberliga-Mannschaft Jenas zurück. Für Jena II kam der Abwehrspieler auf zwölf Ligaspiele, davon elf über die volle Spielzeit, bis der landesweite Spielbetrieb aufgrund der COVID-19-Pandemie Mitte März 2020 unterbrochen wurde. Anfang Juni 2020 wurde Fiedler von Cheftrainer Kenny Verhoene im Rahmen einer vereinsinternen Umstrukturierungsmaßnahme gemeinsam mit fünf weiteren Oberligaspielern in den Drittligakader, der wieder am Ligabetrieb teilnehmen konnte, berufen.